# Balady a romance
Balady a romance je jedna z nejznámějších básnických sbírek Jana Nerudy, která poprvé vyšla v roce 1883. Jednotlivé básně vznikaly od roku 1875 a vycházely samostatně v časopise. Sbírka se skládá z 18 básní. Název básně vždy začíná slovem „balada“ nebo „romance“, ačkoli se o daný žánr poezie jedná pouze někdy. (Zaměňuje tedy baladu za romanci a naopak.) Neruda v díle klade veliký důraz na křesťanství (vystupuje Panna Marie, Ježíš), legendy, národní historii (Karel IV., Karel Havlíček), lidové tradice a problematikou dobra a zla.

## Stručné děje jednotlivých básní
- Balada pašijová – Satan přináší Bohu svou žalobu. Nestačí mu Ježíšova oběť za spasení celého lidstva, požaduje víc. Andělé tedy Ježíšovi přidávají další utrpení (nevděk, zrada). Nakonec Satan požaduje muka největší – aby Ježíš viděl, jak jeho matka lká pod křížem.
- Balada horská – Dítě se ptá babičky, jak vyléčit nemocného. Poradí mu, že jitrocelem a jahodníkem. Dítě byliny natrhá a snaží se vyléčit ukřižovaného Ježíše (na kříži v kostele).
- Balada dětská – Pro nemocné dítě, jehož matka usnula, si přišla smrtka. Dítě nejprve nechtělo odejít, avšak nakonec matku přece opustilo.
- Balada česká – Rytíř Paleček potká lesní ženy. Jedna z nich, Vesna, mu je ochotna splnit jedno přání. Paleček si přeje, aby se mohl probudit každý rok na jaře, když je příroda nejkrásnější. Vždy pouze na osm dní.
- Romance o Černém jezeře – Popis jezera uprostřed temných lesů. Autor pod jeho hladinou tuší hrdiny, kteří zesnuli pro vlast.
- Romance o Karlu IV. – Králi nechutnalo české víno. Kritizoval jej a přirovnával k českému národu. Nakonec mu však zachutnalo a i český národ si oblíbil. Figuruje zde též postava Buška II. z Velhartic.
- Romance o jaře 1848 – Jediná báseň ve sbírce s politickým podtextem. Autor popisuje změny v chování společnosti během uvolnění režimu v revolučním roce.
- Romance italská – Ugo Bassi (mnich a republikán) je vydán do Říma během boje o sjednocení a má být popraven. Mnich knězi, který se mu před smrtí vysmívá, říká, že jej Bůh pozná podle rudého praporu a přijme jako svého sluhu.
- Romance helgolandská – John navede loď na břeh, aby ztroskotala. Když k ní přijde a chce ji vykrást, z jejích útrob se ozývají prosby o záchranu. Trosečník nabízí půl jmění z lodě. John ho nechává umřít, protože chce vše. Ráno, když se k lodi vrátí, zjistí, že muž byl jeho budoucí zeť.
- Balada zimní – Čaroděj osvobodil tři muže z šibenice. Na oplátku pro něj mají sehnat polštář ukradený chudé vdově, víno ukradené z kostela a chléb (Hostie ukradená knězi, když ji nesl nemocnému). Druhého dne jsou všichni čtyři nalezeni mrtví.
- Balada stará – stará! – Žena se vrhne i s dítětem do řeky, aby ukázala mlynáři, co jí provedl.
- Balada tříkrálová – Tři králové se chtěli po narození vnutit Ježíšovi. Ten jim odvětil, že až ho budou popravovat, nepřijde žádný z nich.
- Romance štědrovečerní – Sv. Petrovi ze zdá, že je spolu s celou vesnicí u zrození Páně. Nejhezčí dívka ze vsi líbá Ježíška a Petr se velmi zlobí, když Panna Maria nezakročí.
- Balada májová – Mladá dívka prosí svatou Petronilu, aby jí našla chlapce. Je jí jedno jakého, jen aby nebyl zrzavý. Když panna najde právě zrzka, dívka jej ráda přijímá.
- Balada rajská – Svatá Alžběta je patronkou věrných žen. Je však smutná, protože za pět set let nenašla jedinou.
- Balada o duši Karla Borovského – Dvě dobré duše jsou vpuštěny do ráje, ale třetí – Havlíčkova nejprve ne. Svatý Petr ji přijímá teprve poté, co Borovský řekne jedinou modlitbu, kterou kdy napsal.
- Balada o polce – Vypráví o tom, jak do vesnice přijela polka (v básni personifikována jako krásná a veselá dívka) a všichni se roztancovali.
- Balada o svatbě v Kanaánu – Na svatbě v městě Kanaánu došlo víno. Přítomen byl však Ježíš s matkou. Když Ježíšovi přinesli vodu, přeměnil ji ve vynikající víno.

Většina básní je psána velmi honosným a na dnešní poměry archaickým stylem. Autor používá četných básnických přívlastků, přirovnání, apostrof i metafor.